# Abdou Diouf
Abdou Diouf (Louga, 7 de setembre de 1935) és un polític senegalès. Va ser president de la República del Senegal entre 1981 i 2000. També va ocupar el càrrec de primer ministre de 1970 a 1980 sota la presidència de l'escriptor Léopold Sédar Senghor. Fou secretari general de l'Organització Internacional de la Francofonia (OIF) entre 2003 i 2014.